# Триммер (авиация)

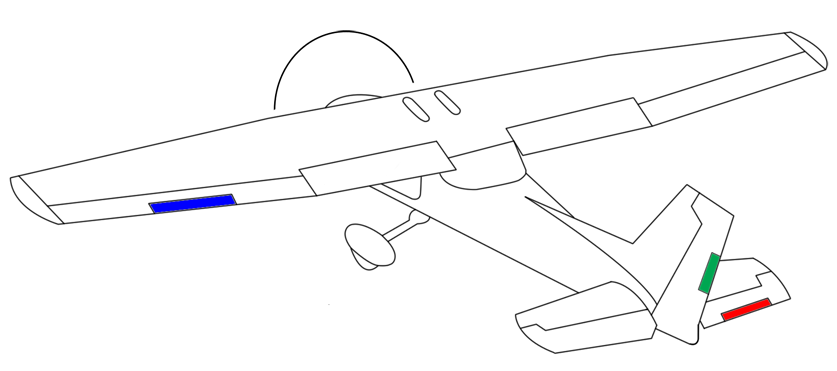
Расположение триммеров на органах управления самолётом:
■ элеронах, ■ руле высоты, ■ направления

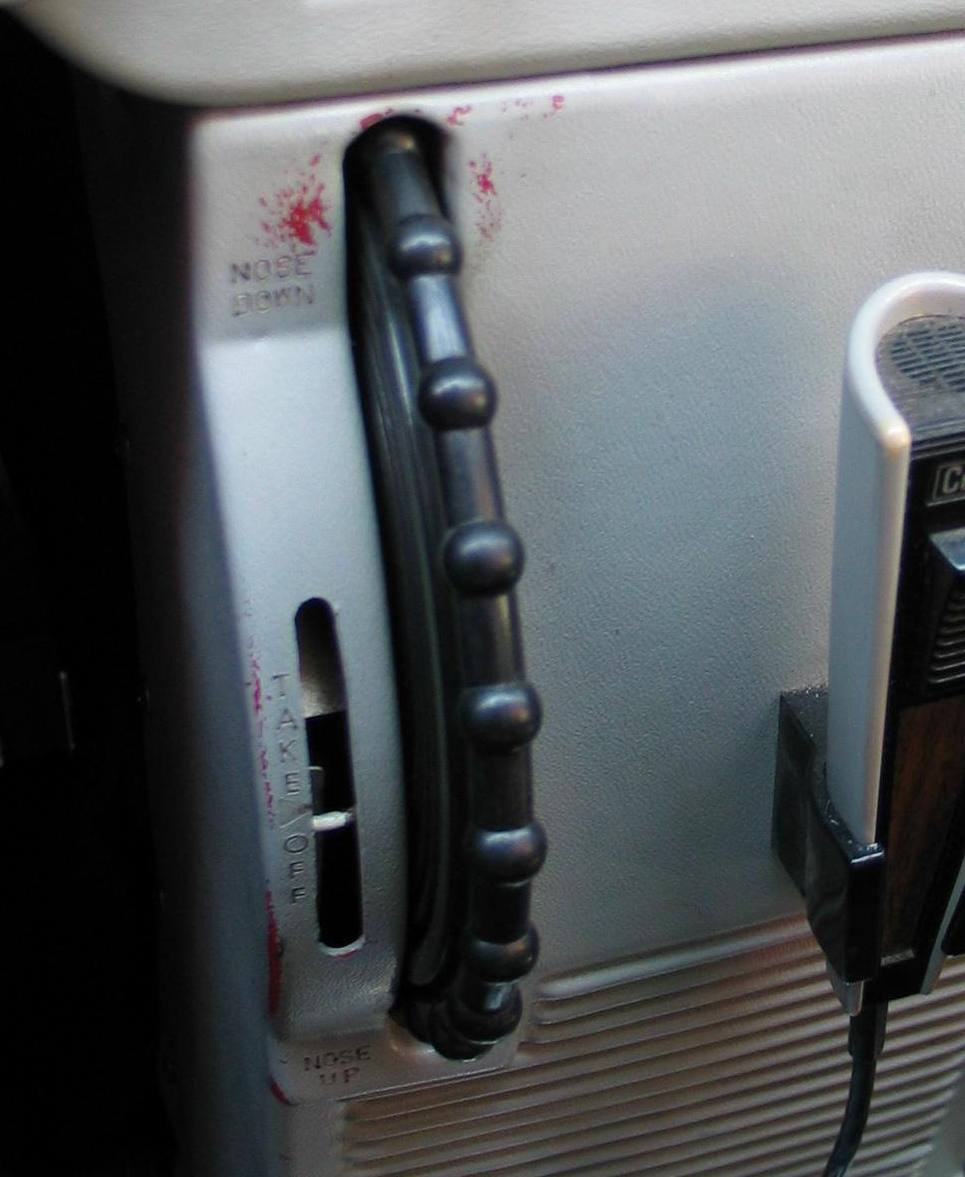
Колесо механического управления триммером руля высоты самолёта Cessna-172

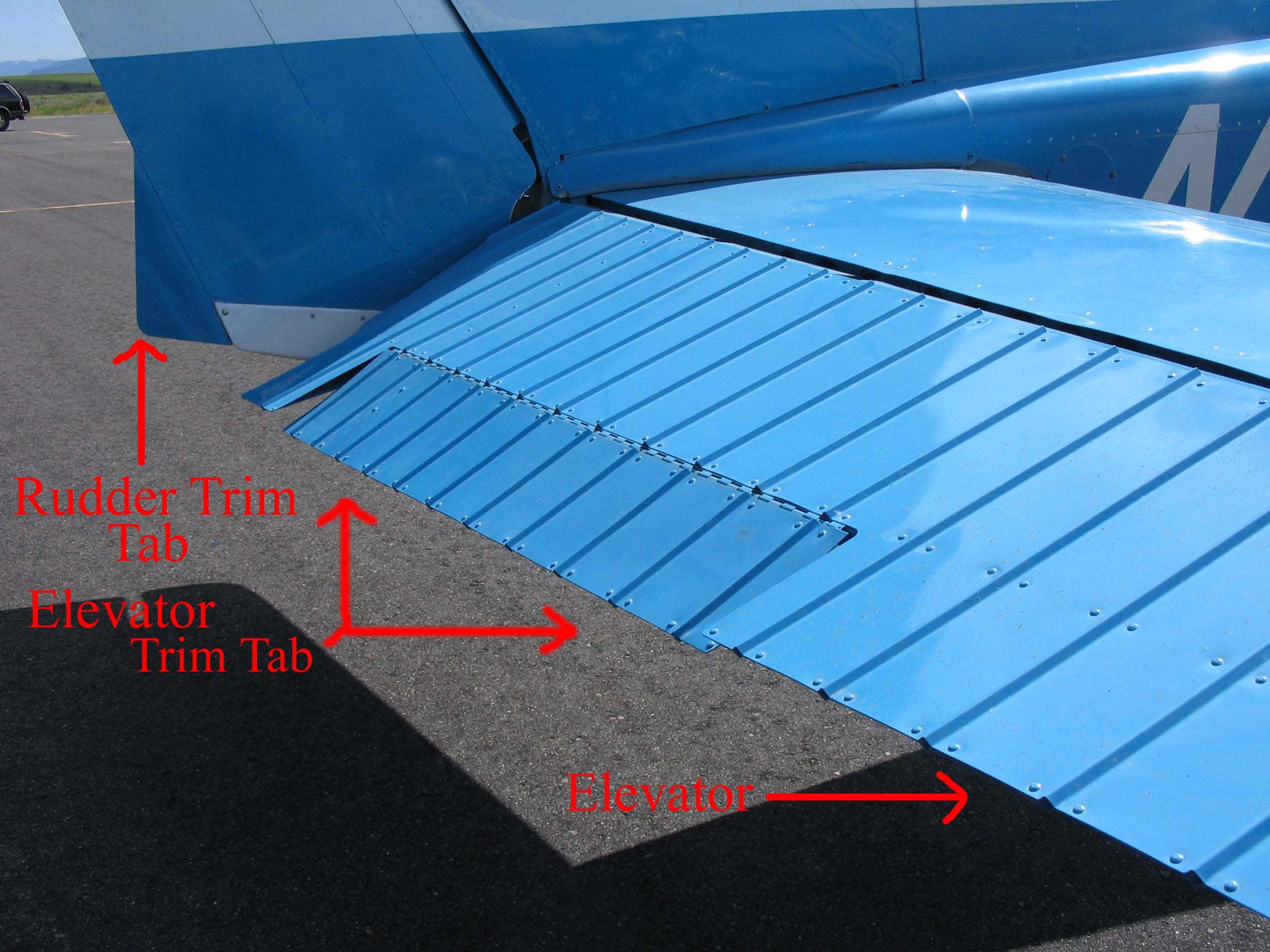
Расположение триммеров на Cessna 172. На руле направления виден нерегулируемый триммер

Три́ммер (от англ. trimmer, от trim — «приводить в порядок») — небольшая отклоняющаяся поверхность в хвостовой части руля или элерона летательного аппарата. Служит для частичной или полной аэродинамической компенсации шарнирного момента на установившемся режиме полёта, для уменьшения усилий в системе управления.
Триммированием называется процесс балансирования самолета таким образом, чтобы на органах управления не было паразитных нагрузок при сохранении самолетом заданной траектории. Триммирование может способствовать полному компенсированию балансировочных нагрузок на органах управления в кабине пилота. Отклонение триммера на некоторый угол осуществляется пилотом с помощью специального привода и не зависит от угла отклонения органа управления.

## Описание
Любой установившийся режим полёта самолёта выполняется с отклонёнными рулями, что обеспечивает уравновешивание (балансировку) самолёта относительно его центра масс. Возникающие при этом усилия на командных рычагах принято называть балансировочными. Чтобы обеспечить нормальное пилотирование, усилие на штурвале должно быть ощутимым, в противном случае любое случайное отклонение могло бы ввести самолёт в штопор. При затяжелённом управлении пилоту будет затруднительно вести пилотирование. К тому же, если самолёт разбалансирован по усилиям, его трудно пилотировать, так как любое ослабление усилия толкнёт штурвальную колонку в ненужное положение. Поэтому, чтобы зря не утомлять лётчика и избавить его от ненужных усилий, на каждой рулевой поверхности устанавливается триммер, позволяющий полностью снимать балансировочные усилия.
Триммер фиксирует штурвал (ручку управления) в заданном положении, для того чтобы самолёт мог снижаться, набирать высоту и лететь в горизонтальном полёте без приложения усилий к штурвальной колонке.

## Устройство
Конструктивно полностью идентичен кинематическому сервокомпенсатору. Также шарнирно подвешивается в хвостовой части руля, но, в отличие от сервокомпенсатора, имеет дополнительное ручное или электромеханическое управление. Нажатием кнопки триммирования на ручке (штурвале) управления лётчик подаёт управляющий электрический сигнал на электромеханизм, который сообщает поступательное движение тяге, противоположное отклонению руля, и отклоняет триммер. Небольшая аэродинамическая сила триммера, не уменьшая практически силу рулевой поверхности, потребную для балансировки, позволяет существенно (практически до нуля) уменьшить шарнирный момент и, соответственно, усилия на рычагах управления. Лётчик имеет возможность по своему желанию выбирать и менять величину компенсации.
Технически триммирование можно реализовать следующими способами:

#### Аэродинамический триммер
В данном случае это реализуется с помощью отдельного небольшого «руля» на руле высоты, который удерживает основной руль в заданном положении с помощью аэродинамической компенсации, используя силу набегающего потока. Используется на Ту-134, где для управления таким триммером есть колесо, на которое наматывается трос, идущий к рулю высоты.

#### Механизм эффекта триммирования
Применяется на самолётах в системах управления с необратимыми гидроусилителями и искусственно созданной нагрузкой на органах управления.
Здесь триммирование можно осуществить, регулируя затяжку в системе пружин (полётных загружателей) посредством реверсивного двухканального электромеханизма эффекта триммирования (МЭТ), которые механически удерживают штурвальную колонку в заданном положении. Для ручного управления МЭТ используются нажимные переключатели на рукоятках штурвалов (как на Ту-154), либо возможно автоматическое перемещение колонки (автобалансировка).

#### Переставной стабилизатор
Такой стабилизатор крепится шарнирно на задних узлах подвески, а передние узлы соединяются с силовым приводом, который, перемещая носовую часть стабилизатора вверх или вниз, изменяет углы его установки в полёте. Подбирая нужный угол установки, лётчик может уравновесить самолёт при нулевом шарнирном моменте на руле высоты.
Следует отметить, что классический триммер может использоваться лишь в таких системах управления, где усилия на командных рычагах (органах управления в кабине) напрямую связаны с шарнирным моментом руля — системы безбустерного управления (механические) или системы с обратимыми бустерами (где бустер снимает часть нагрузки). В системах с необратимыми бустерами усилия на командных рычагах искусственно создаются загрузочными механизмами и от шарнирного момента руля не зависят.
Существуют также так называемые неуправляемые триммеры. Они могут быть использованы на нескоростных самолётах (например на L-29), и устанавливаются обычно на элеронах и рулях направления. Представляют собой, чаще всего, отгибаемые вручную пластины и используются при наличии какой-либо аэродинамической несимметричности летательного аппарата.